# Arskoie
Arskoie (en rus: Арское) és un poble de l'óblast d'Uliànovsk, a Rússia, que en el cens del 2010 tenia 550 habitants. Pertany al districte d'Uliànovsk.